# Студентски парламент
Студентски парламент је орган који се организује на факултету у циљу остваривања права и заштите интереса студената. Учешће студената у раду Академије остварује се преко изабраних представника у Студентском парламенту, као и у органима управљања, стручним органима и органима других установа у којима су заступљени представници студената. Студентски парламент у оквиру својих надлежности остваривања права и интереса студената бира и разрешава своје представнике у Савет факултета, Наставно-научно веће и његова тела.

## Надлежност Студентског парламента
У надлежности Студентског парламента спадају
- избор и разрешење председника и потпредседника Студентског парламента
- доношење Статута Студентског парламента,
- оснивање радних тела која се баве појединим пословима из надлежности Студентског парламента
- избор и разрешење представнике студената у органима и телима Факултета
- доношење годишњег плана и програм активности Студентског парламента
- разматрање питања у вези са обезбеђењем и оценом квалитета наставе, анализом ефикасности студирања, унапређењем мобилности студената, подстицањем научно-истраживачког рада студената, заштитом права студената и унапређивањем студентског стандарда
- организација и спровођење програма ваннаставних активности студената
- учешће у поступку самовредновања Факултета, у складу са општим актом који доноси Наставно-научно веће
- избор и разрешава представнике студената у органима и телима других установа и удружења у којима су заступљени представници студената Факултета, у складу са општим актом установе, удружења, односно Универзитета и Факултета
- усвајање годишњих извештај о раду студента продекана;
- усвајање финансијског плана и извештаја о финансијском пословању Студентског парламента Факултета,
- усвајање годишњи извештај о раду који подноси председник Студентског парламента.
- други послови, у складу са Законом, Статутом и општим актима Факултета.

## Избор чланова
Правилником о Студентском парламенту ближе се уређује начин избора чланова парламента, надлежност, начин деловања и др. Избор чланова Студентског парламента Факултета врши се сваке године у априлу, тајним и непосредним гласањем.
Студентски парламент сачињава по пет представника сваког студијског програма, који се бирају тајним и непосредним гласањем са мандатом од годину дана.